# Ejército Popular Revolucionario
L'Ejército Popular Revolucionario (EPR) è un'organizzazione armata di ispirazione comunista attiva in Messico. Opera principalmente nello Stato di Guerrero, ma ha condotto operazioni anche in altri Stati come Oaxaca, Chiapas, Veracruz, Guanajuato e Tlaxcala.
L'EPR annunciò la sua esistenza il 28 giugno 1996, alla commemorazione del massacro di Aguas Blancas, avvenuto un anno prima.
A causa delle differenze presenti tra l'EPR e l'Esercito Zapatista di Liberazione Nazionale (EZLN), il subcomandante Marcos ha preso le distanze dall'EPR.
l'Ejército Revolucionario del Pueblo Insurgente, a gennaio del 1998, si distacco dall'EPR per ragioni ideologiche. Lo stesso gruppo affermò in seguito, in un comunicato ufficiale, di "aver rotto con lo schema centralista in vigore (l'EPR)", affermando che questa divisione era molto più flessibile e meno dogmatica.
Oltre all'ERPI, un altro gruppo che si è distaccato dall'EPR è Tendencia Democrática Revolucionaria-Ejército del Pueblo, un sottogruppo che si distaccò dall'EPR il 12 dicembre 2000 per alcuni conflitti interni al gruppo. Anche se il TDR-EP è diventato indipendente dall'EPR, ha mantenuto comunque gli stessi ideali.

## Ideologia
L'EPR ha un'ideologia di tipo marxista-leninista e punta alla nascita di uno Stato socialista nel Messico.
Il movimento ha fondato anche un partito politico, il Partido Democratico Popular Revolucionario, che sostiene un programma economico-sociale di tipo socialista e che lotta per l'instaurazione del comunismo in Messico.

## Attività
Sebbene l'EPR sia attivo in una decina di Stati, opera principalmente negli Stati di Guerrero, Oaxaca e Chiapas. La sua prima apparizione pubblica risale al 28 giugno 1996, a una commemorazione per l'uccisione da parte della polizia di 17 campesinos avvenuta durante il massacro di Aguas Blancas.
L'attività dell'EPR crebbe notevolmente dopo le elezioni del 2006, che videro la vittoria del conservatore Felipe Calderón. Da allora vi sono stati numerosi attentati e imboscate a danno di esponenti governativi, polizia ed esercito.

## Comunicati
Il 10 luglio del 2007 l'EPR rese noto il primo comunicato ufficiale, in cui l'organizzazione rivendicava alcuni attentati compiuti contro un condotto di gas.